# Buków (Silésie)
Pour les articles homonymes, voir Buków.
Buków (prononciation : [ˈbukuf]) est une localité polonaise de la gmina de Lubomia, située dans le powiat de Wodzisław en voïvodie de Silésie.